# 14th Street (stacja metra na Broadway – Seventh Avenue Line)
14th Street – stacja metra nowojorskiego, na linii 1, 2 i 3. Znajduje się w dzielnicy Manhattan, w Nowym Jorku i zlokalizowana jest pomiędzy stacjami 18th Street i Christopher Street – Sheridan Square. Została otwarta 1 lipca 1918.